# Кладоксилеевые
Кладоксилеевые, или кладоксиловидные (лат. Cladoxylopsida), — класс вымерших растений, известный лишь по фоссилиям. Относится к отделу Папоротниковидные, хотя ранее учёные относили его к ныне упразднённому отделу Хвощевидные. Является тупиковой ветвью эволюции.

## Описание
Представители этого класса с девонского по середину каменноугольного периода (миссисипский подпериод) составляли основу флоры по всему миру.
К кладоксилеевым относятся древнейшие деревья на Земле. 
В 2017 году в Китае были обнаружены ископаемые стволы кладоксилеевых диаметром до 70 см с сохранившейся клеточной структурой.

## Классификация
По данным сайта Paleobiology Database, на май 2019 года в класс включают 2 вымерших порядка:
- Порядок Pseudosporochnales
- Порядок Steloxylales Doweld, 2001

Наиболее известными являются два рода: Псевдоспорохнус (Pseudosporochnus) и Кладоксилон (Cladoxylon).